# Cranichidinae
Cranichidinae es una subtribu de plantas de la subfamilia Orchidoideae dentro de la familia Orchidaceae. 
Propuesto por Lindley Los miembros de este subribu presentan polinia granular, caudículos rudimentario o inexistente. El apéndice es mentoso y forma la base de los sépalos laterales y los labios. Flores no recogidas. 
Géneros:
| - Aa - Altensteinia - Baskervilla - - Coilochilus - Cranichis - - Exalaria | - Gomphichis - Fuertesiella - - Myrosmodes - Nothostele - - Ocampoa - Ponthieva - - Porphyrostachys | - Prescottia - Pseudocentrum - - Pseudocranichis - - Pterichis - - Solenocentrum - Stenoptera |